# Huida a Egipto (Tintoretto)
La Huida a Egipto es un cuadro del pintor italiano Tintoretto realizado en óleo sobre lienzo. Mide 425 cm de alto por 544 cm de ancho. Pintado entre los años 1582 y 1587, se encuentra actualmente expuesto en la Scuola Grande di San Rocco en Venecia, Italia.

## Características
Aparece en primer plano la Virgen María y Jesús en un asno guiado por san José entre las matas de la rica y variada vegetación. La luz inquieta y sugestiva impregna toda la composición de tonos verdes y rojos, articulando la sustancia pictórica en la variación de ambas tonalidades desde el tostado hasta el color puro.